# موارد إدارة الصحة
مَوارِد إِدارة الصِحة المَعْروفة سَابِقًا باسْمِ مَوارد إدارة الصِحة، هِي جُزء مِن شَرِكة ميرك و شركائه التي تُقدم بَرامِج إدارة الوزن التي تَجْمع بَينَ نِظام غِذائي مُنظم ونَشاط بَدني وتَدْريب على تَغْيير نَمَط الحياة. وتم تأسيسها كشركةٍ مُنْفَصلة في عام 1983، وقَدمَت بَرامِجها للمُستشفيات الأمريكية والمراكِز الطِبية ومجموعات المُورَدين والُنظم الصِحية. وفي الآونة الأخيرة، أدْخلت شَركة مَوَارد إدارة الصِحة برنامجًا ذَاتي التَوجيه يُمكِن للمُشاركين الوصول إليه عبر الإنترنت من خلال خِيار دعم التدريب عن طَريقِ الهاتف.
في عام 2013، أصبحت موارد إدارة الصحة شركة تابعة لشركة ميرك و شركائه. وهي جُزء مِن خَدمات وحُلول ميرك للرعاية الصحية، وهي كَيان مُنفصل عَن قِطاع المُستحضرات الصيدلانية، والذي يُركز على تَحسين تَجْربة الرِعاية الصِحية للمَرضى ومُقدمي الخَدمات والدافعين.
في عام 2017، صَنفت مجلة يو إس نيوز اند وورلد ريبورت مَوارد إدارة الصِحة على أفضلِ 20 نظامًا لإنقاصِ الوزن  في تصنيفاتها السَنوية لبرامجِ الحِمية الغِذائية.

## بِرنامج مَوارد إدارة الصِحة السُلوكي
يُتيح برنامج موارد إدارة الصِحة السُلوكي للمشاركين وإجراء تَغييرات في نَمطِ الحياة لفقدانِ الوزن والحفاظ على فقدان الوزن. على وجه التحديد، يُساعد البرنامج المشاركين على تعلمِ طُرق لتقليلِ الدهون في النظام الغذائي، وتناول المَزيد مِن الفَواكه والخُضروات، وزِيادة النَشاط البَدني اليَومي. في عام 2012، أوصَت فرقة العمل المعنية بالخدمات الوقائية في الولايات المتحدة بأن جَميع الأفراد الذين يُعانون مِن السِمنة «كما هو محدد في مؤشر كتلة الجسم أو م.ك.ج ، وهو قياس يرتبط بالوزن إلى الطول، من 30 وما فوق»، يَتم تَقديمهم أو الإشارة إليهم، تَدخلات مُكثفة مُتعددة المُكونات السلوكية والتي تَشمل أنشطة إدارة السلوك مثل تحديد أهداف فقدان الوزن، وتحسين النظام الغذائي أو التغذية وزيادة النشاط البدني، ومعالجة الحواجز التي تَحُول دون التغيير، والمُراقبة الذاتية، واستراتيجيات للمُساعدة في الحِفاظ على تغييرات نمط الحياة.
تُثبت برامِج مَوارد إدارة الصِحة أَن التَغييرات السُلوكية التي يَقوم بِها المُشاركون لإدارة وَزنهم تُساعد أيضًا في إدارة الصحة العامة.

### نِظام مَوارد إدارة الصِحة الغِذائي
تَستَخْدِم جَميع خِيارات موارد إدارة الصِحة نِظامًا غذائيًا لبدائل الوجبة «الأطعِمة التي يَتم التَحكُم في جُزء منها وتعبئتها» للحَد مِن قرارات اختيار الطِعام.

## خِطط فُقدان الوَزن
تُقَدم مَوارد إدارة الصِحة مَجموعة مِن خِيارات البرامج بدرجاتٍ متفاوتةٍ مِن البنية. يتم تَقديم خِطة النِظام الغِذائي الأكثر تَنظيمًا فقط في موقعِ عِيادة مَوارد إدارة الصِحة ويَشمل الإشراف الطِبي والتدريب الجماعي وجهًا لوجه. وهي مُناسبة بشكلٍ خاصٍ للأفرادِ الذين لديهم وزن كبير ليَخسروه أوأولئك الذين يُعانون مِن حالات طبية أخرى، مِثل السُكري، وارتفاع ضغط الدم، وارتفاع نسبة الكوليسترول، أو غيرها مِن القَضايا المُتعلقة بالوزنِ والتي تتطلب المُراقبة الطِبية أثناء فُقدان الوزن.
يُمْكن للأفرادِ أيضًا اخْتِيار خِيارات أقل تَنظيمًا يُمكن إجراؤها مع أو بِدون إشراف طِبي في مكانِ العيادة. كما تُقدم مَوارد إدارة الصِحة العَديد مِن خِطط إنقاصِ الوزن «في المنزل»، أحدها يتضمن خِيار التدريب الجماعي على الهاتفِ.
تنقسم جميع برامج موارد إدارة الصحة إلى مرحلتين:
1. المرحلة 1 (فقدان الوزن): الهَدف هو إنقاص الوزن بسرعة عن طريقِ اسْتبدال الوَجبات الحَالية والوجبات الخَفيفة بأطعِمة مَوارد إدارة الصِحة «والفاكهة والخضروات في بعض الخِطط» مع البدء في دمجِ النشاط البدني المُنتظم.
2. المرحلة 2 (إدارة الوزن): يَتعلم المُشاركون المَزيد مِن الاستراتيجيات لإدارةِ وزنهم على المدى الطَويل حَيثُ يواجهون تحديات «العالم الحقيقي» في تناولِ الطعام مِثل التنشئة الاجْتَماعية أو تَناول الطِعام في الخارجِ أو السفرِ.

## نتَائج البِرنامج

### بيانات النتَائج في العيادةِ
كانَت هُناك العَديد مِن الدِراسات المَنشورة التي تُوثِق نَتائج بِرنامج موارد إدارة الصحة. يَحتوي النِظام الغِذائي القَائم على القرارِ الحر والذي يَعتمد على العيادةِ على أكبر خسارة في الوزنِ تتراوح من 43 إلى 66 رطلًا خلِال 12 - 26 أِسبوعًا. أبلغت دِراستان عن فقدانِ الوزن بِمقدارِ 100 رَطل أو أكثر  مَع مُتوسط فُقدان الوزن على 130 رطلًا. ذِكر نِظام الحُلول الصِحية القائم على العيادةِ أَن فُقدان الوَزن يتراوح مِن 28 إلى 37.5 رطل في 12 إلى 26 أسبوعًا.

### بيانات الحُلول الصِحية لفقدانِ الوَزن في البيتِ
وُجدت تَجربتان عشوائيتان ذات شواهد في برنامجِ الحُلول الصحية في المنزل أَن المُشاركين في البرنامجِ القائم على الهاتفِ «الذين يتلقون التدريب الجماعي الأسبوعي عن طريق الهاتف» فَقدوا الكثير مِن الوَزن كما هو الحال في عيادةِ تَقليدية وجهًا لوجهِ. في كِلا الدراستين، خَسر المشاركون في برنامج التدريب على الهاتف ما معدله 28 رطلاً في 6 أشهر. ووجدت دراسة عشوائية أخرى أن المشاركين الذين يستخدمون حُلول صِحية في المنزلِ دون أي تدريب إضافي فَقدوا 13 رطلًا في المُتوسط في 12 أسبوعًا.